# Marta López Herrero
Marta López Herrero (Málaga, Andalucía, 4 de febrero de 1990) es una jugadora española de balonmano que actualmente juega en el Saint-Amand de la Ligue Butagaz. Ocupa la demarcación de extremo derecho, además de ser internacional con la selección española (que abandonó tras los Juegos Olímpicos de París en 2024).  
Comenzó su carrera en la máxima categoría española en 2008 con el Club Balonmano Alcobendas, donde permaneció un total de 4 años. Para la temporada 2012/13 fichó por el CJF Fleury de la Liga francesa de balonmano. En sus cuatro campañas completas allí, fue nombrada en dos de ellas mejor extrema derecha de la competición, además de ganar una Copa de Francia, dos Copa de la Liga y una Liga. En verano de 2016, regresa a España, fichando por el Balonmano Bera Bera, en el que solo permanece una temporada, para volver después al extranjero, en este caso al SCM Râmnicu Vâlcea rumano con el que ya ganó numerosos títulos nacionales. Tras varios años ficha por el CS Rapid Bucarest Una salida abrupta del conjunto rumano le hizo recalar de nuevo en Málaga temporalmente y volvió a la liga francesa, para jugar con el Saint-Amand,
Es internacional absoluta con la selección española de balonmano, con la que logró la histórica medalla de bronce en los Juegos Olímpicos de Londres 2012, la medalla de plata en el Europeo de Hungría y Croacia de 2014 y también la plata en el Mundial de Japón de 2019.

## Trayectoria

### BM Alcobendas
Se formó en el conjunto madrileño del Club Balonmano Alcobendas, dando su primeros pasos en el año 2008. Allí permaneció un total de cuatro temporadas, donde no ganó ningún título ni jugó ningún torneo internacional, pero que la llevó a la fama mundial y a ser convocada por primera vez con la selección española en 2009. Además fue insustituible en sus cuatro temporadas en el extremo derecho, siendo una de las ídolas de la afición y siempre estuvo comprometida con el equipo hasta su marcha. Jugó más de 100 partidos con el club alcobendeño, en los que superó la cifra de 400 tantos, siendo la segunda máxima goleadora de la competición en la temporada 2011/12 tras Lara González Ortega con 208 tantos.

### CJF Fleury
Tras lograr la medalla de bronce en los Juegos, emprendió una nueva aventura al balonmano francés, fichando por el CJF Fleury Loiret Handball, de las también españolas Marta Mangué, Beatriz Fernández Ibáñez y Nely Carla Alberto. En su primera temporada, se adueñó del extremo derecho del conjunto francés, teniendo destacadas actuaciones y llegando hasta las semifinales de la Copa Francesa, donde fueron eliminadas por el Handball Cercle Nimes por 34-24. y obteniendo el subcampeonato de Liga, tan solo superadas por el potente Metz Handball de su compañera Lara González. Además, para redondear una enorme campaña, fue nombrada mejor extrema derecha de la Liga al acabar la competición.
La siguiente temporada, de nuevo con el CJF Fleury, supone el debut de Marta en la Champions League, aunque cayeron en el último partido de la clasificación ante el conjunto macedonio del ŽRK Vardar y no pudieron estar en la liguilla de grupos. Además esta temporada resulta aún más positiva que la primera, ya que el club gana la Copa de Francia tras ganar por 20-18 al Issy Paris Handball, y es finalista en la Copa de la Liga, perdiendo ante el Metz Handball por 25-20. Sin embargo, este año el equipo acaba cuarto en liga no pudiendo clasificarse para la Champions League. Por segundo año consecutivo, fue nombrada mejor extrema derecha de la competición.
En la temporada 2014/15, es ya una de las referentes dentro y fuera del Fleury y además ya ha superado con holgura la cifra de 100 goles. Además este año se incorpora otra internacional española al equipo, Alexandrina Barbosa. En lo colectivo, el equipo hace una histórica temporada al ganar la Copa de la Liga femenina al Union Mios Biganos-Bègles Handball por 32-31, llegar a la final de la Recopa, perdiendo su primera final europea ante el equipo danés FC Midtjylland Handball (perdió 24-19 después de ganar el partido de ida en casa 23-22) y poniendo el broche final a una excelente temporada ganando su primera Liga femenina tras vencer a doble partido al Issy Paris Handball por 22-21 y 31-24, tras haber sido también las mejores en la liga regular. En el plano individual, a pesar de superar la centena de goles, López estuvo lesionada la primera mitad del Campeonato tras ser operada de la espalda, aunque pudo reaparecer para echar una mano a sus compañeras, aunque no disputará ningún minuto en la final de la Liga.
Para la temporada 2015/16, hace su debut en la liguilla de grupos de la Champions League. Sin embargo, esta temporada fue la más escasa tanto a nivel colectivo como individual. El equipo solo ganó un título, la Copa de a Liga por segundo año consecutivo al OGC Niza Handball por 25-20. En la liga, fueron batidas en la final a doble partido por el Metz Handball cayendo en ambos por 24-25 y 27-29. Y en la Champions, pasaron la primera fase, pero fueron eliminadas en la main round. Marta cerró de esta forma un ciclo histórico de cuatro años en Francia con otros tantos números de títulos.

### Bera Bera
En julio de 2016, Marta López regresa a España, al firmar con el actual campeón de la Liga ABF, el Balonmano Bera Bera de San Sebastián. Sin embargo, las cosas no le salieron como se esperaba en su vuelta a España, ya que el Bera Bera aunque obtuvo el título de la Supercopa a principio de temporada, no pudo revalidar la Liga que cayó en manos del Mecalia Atlético Guardés, y Marta no tuvo su mejor año en lo individual. 

### SCM Râmnicu Vâlcea
En verano de 2017, retornó al extranjero, esta vez a Rumanía, comprometiéndose con el SCM Râmnicu Vâlcea por el que también fichó su compañera en Bera Bera Alicia Fernández, y con el que a la postre, también coincidirían con la guerrera Mireya González. Allí Marta, volvió a recuperar su mejor nivel, y en su segunda temporada, se proclamó campeona de la Liga Florilor, además de también conquistar la Supercopa Rumana, venciendo a todo un CSM București, en el que juega su compañera de selección y de puesto Carmen Martín. 

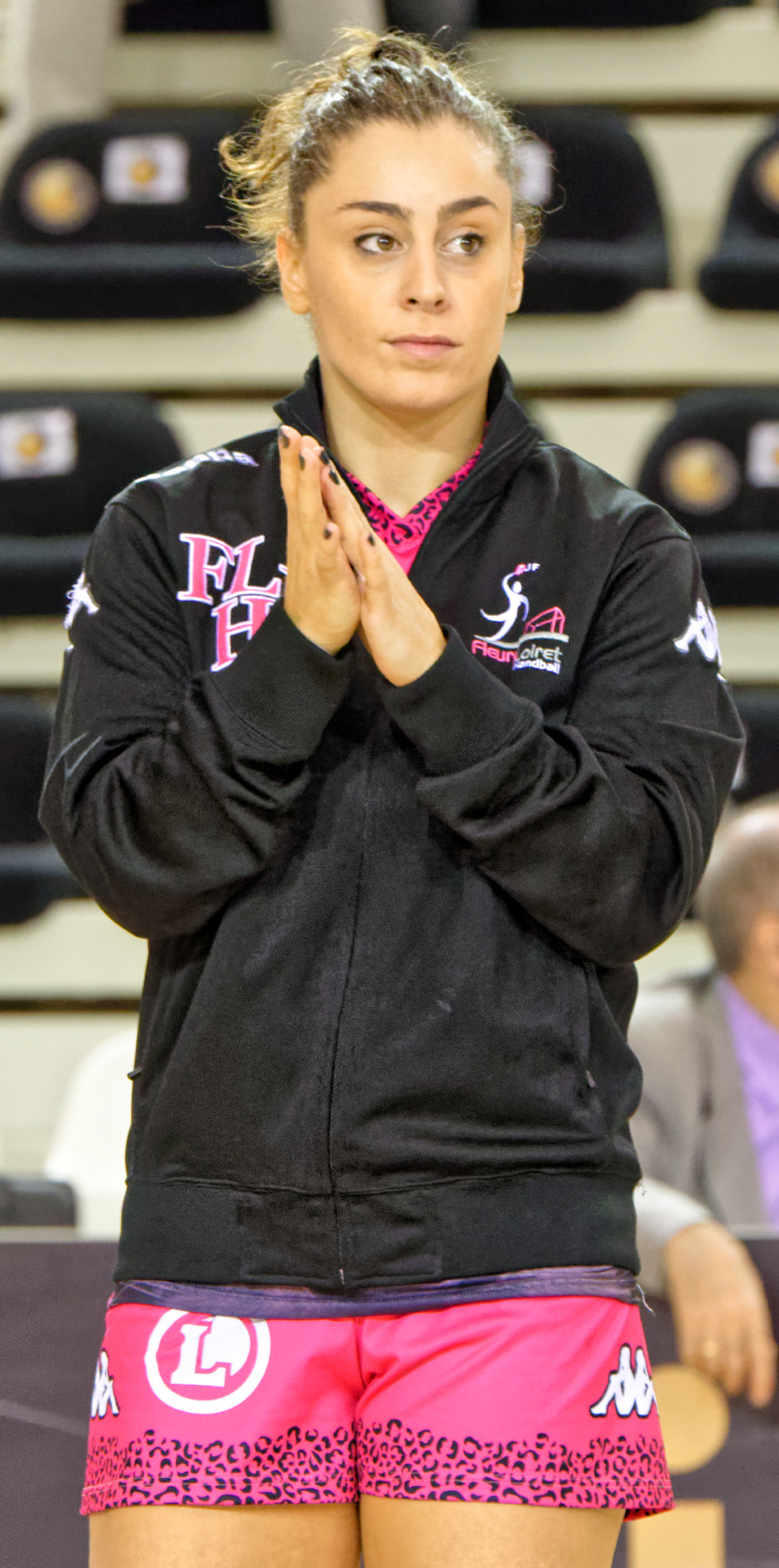
Partido en el campeonato francés entre Issy Paris Hand y el Fleury. En Issy Les Moulineaux, el 22 de septiembre de 2015

De cara a la temporada 2019-20 el equipo seguía con su enorme evolución y con Marta, probablemente en el mejor momento de su carrera, consiguiendo su madurez necesaria después de varios años difíciles, y con el regreso a la selección. No obstante, la temporada se vio cancelada por la pandemia de coronavirus mundial cuando el equipo rumano marchaba primero en Liga (eso sí, con Bucuresti con un partido por disputar) y en la Main Round de la Champions League. 
En septiembre de 2020 se volvió a la competición, con las finales pendientes de la Copa y Supercopa Rumana de la temporada anterior. El SCM Râmnicu Vâlcea consiguió vencer en ambas finales de nuevo al todopoderoso Bucuresti de Carmen Martín, Alexandrina Barbosa o Cristina Neagu; siendo además Marta elegida como la MVP del torneo. 

### CS Rapid de Bucarest
En 2021 Marta fichó por el eterno rival, el CS Rapid Bucarest, que dirigía en aquel entonces Carlos Viver. En el conjunto rumano ganó otro título, en la 2021/22, de nuevo la Liga Florilor.  
En 2024, ya con David Ginesta en el banquillo y a mitad de temporada, el Rapid de Bucarest anunció que rescindía el contrato de Marta López.

### Málaga Costa del Sol
Tras su abrupta salida del CS Rapid de Bucarest y una época en la que estuvo sin equipo, se incorporó a los entrenamientos del Costa del Sol Málaga en febrero del 2025. A las pocas semanas se anunció su fichaje con el club andaluz y su vuelta a la Liga Guerreras Iberdrola. Con el conjunto malagueño, con el que llegó a las semifinales de Liga, solo estuvo el final de la temporada 2024/25.

### Saint-Amand handbal
Para la 2025/26 volvió a Francia, a jugar con el Saint-Amand, su estilo de juego rápido y al contrataque es muy del gusto de la entrenadora Edina Borsos que completó un grupo de extremos para realizar el juego que requería.

## Selección nacional
En 2009, con tan solo 19 años, participó en el Campeonato Mundial Femenino de Balonmano de 2009 disputado en China. En la primera fase fueron primeras de grupo venciendo todos sus encuentros. En la siguiente ronda empataron ante Hungría, ganaron a Rumanía y fueron derrotadas por Noruega. Pasaron como segundas de grupo tras Noruega, y se enfrentaron en las semifinales ante Francia que las venció por 27-23. En la lucha por el bronce se volvieron a enfrentar a Noruega y fueron derrotadas por 26-31.
Logró la medalla de bronce en los Juegos Olímpicos de Londres 2012, tras sustituir a Carmen Martín, que cayó lesionada en un partido de la fase de grupos.
A finales de 2012, pese a estar convocada para el Campeonato Europeo de Balonmano Femenino de 2012 con la selección española se lesionó semanas antes y tuvo que ser sustituida por Jessica Alonso.
Jugó con la selección española, en el mes de diciembre, el Campeonato Mundial de Balonmano Femenino de 2013 en Serbia donde debido a la nueva lesión de la otra extremo derecha, Carmen Martín, jugó todos los partidos del Campeonato, siendo la jugadora con más minutos del combinando de Jorge Dueñas, anotando un total de 19 goles (solo superada por Alexandrina Barbosa), con un 70% de efectividad de cara a portería, y consiguiendo anotar su gol número cien con España, aunque fueron eliminadas en octavos de final ante Hungría (que ya les había ganado en el Europeo pasado) por 28-21, quedando finalmente en un discreto décimo puesto. Este Campeonato, supuso la explosión definitiva de Marta López con la selección, siendo una de las principales jugadoras, debido a su juventud, de cara a la renovación del combinado español.

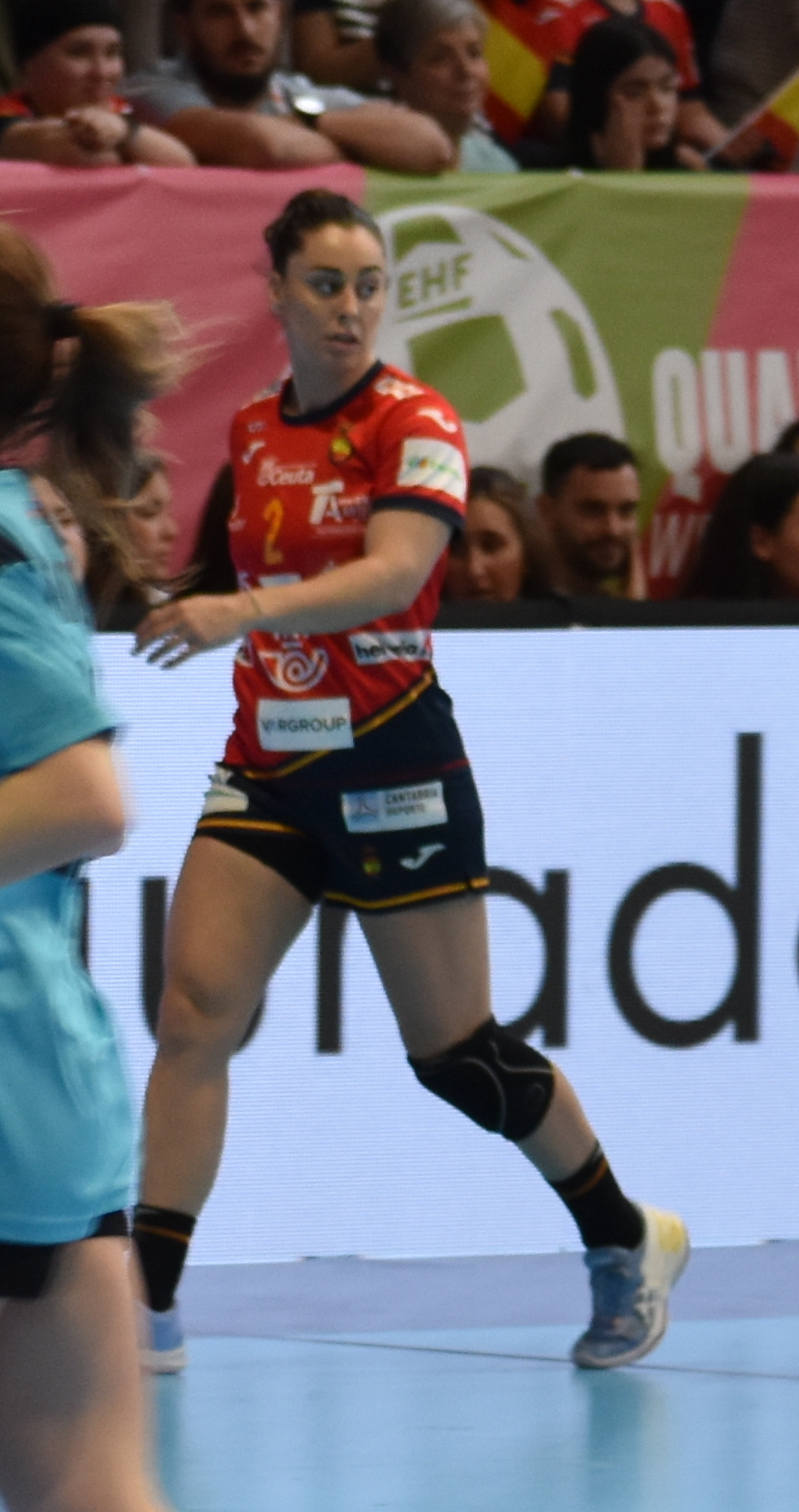

En 2014, es de nuevo convocada para jugar el Campeonato Europeo de Balonmano Femenino de 2014 en Hungría y Croacia, siendo así este su primer campeonato de Europa. Superaron la primera fase con pleno de victorias y puntos tras vencer a Polonia, Rusia y Hungría. Sin embargo en la Maind Round perdieron sus dos primeros partidos ante Noruega y Rumanía. Finalmente en el decisivo y último partido, lograron una impresionante victoria ante Dinamarca por 29-22 para pasar por segunda vez en su historia a unas semifinales de un Europeo. En las semifinales se vengaron de su derrota ante Montenegro en los JJOO ganando por un vibrante 19-18, pasando a su segunda final de un Europeo. En la final se volvieron a cruzar contra Noruega perdiendo por 28-25 y acabando finalmente con una gran medalla de plata. En el plano individual Marta no tuvo tanta participación en el campeonato como en el último Mundial, debido al gran estado de la otra extremo derecho Carmen Martín. Jugó todos los partidos del mismo, y anotó tan solo 5 goles.
De nuevo, en 2015 es llamada para disputar el Campeonato Mundial de Balonmano Femenino de 2015 en Dinamarca. En la fase de grupos, comienzan ganando a Kazajistán, aunque luego pierden 28-26 ante la potente Rusia. Pese a esa derrota, se rehacen, y luego consiguen ganar cómodamente a Rumanía por 26-18 y golear a la débil Puerto Rico por 39-13. Finalmente, en el último partido de la liguilla de grupos caen ante Noruega por 26-29, acabando terceras de grupo y teniendo un complicado cruce en octavos de final ante Francia. Durante la fase de grupos, fue la máxima goleadora en el partido ante Puerto Rico con 8 goles y la segunda ante Kazajistán (5). Finalmente, en octavos fueron eliminadas por las francesas tras un penalti muy dudoso con el tiempo cumplido (22-21). No obstante, el arbitraje fue muy cuestionado por diversas exclusiones dudosas para las españolas, y por una roja directa también muy dudosa a Carmen Martín. Ante esta situación, las guerreras fueron eliminadas en octavos (al igual que el último Mundial), siendo duodécimas. En el aspecto individual, López tuvo una destacada actuación y una buena participación, jugando 5 partidos (descansó ante Rumanía) y anotando 15 goles. 
Para agosto de 2016 es convocada para sus segundos JJOO, los Juegos Olímpicos de Río de Janeiro 2016, donde espera además obtener otra medalla. Pasaron la primera fase como terceras de grupo tras obtener victorias ante Montenegro, Brasil y Angola y caer ante Noruega y Rumanía. En cuartos de final se cruzan de nuevo ante su bestia negra, Francia y de nuevo con un final cruel. Tras ir ganando 12-5 al descanso, las Guerreras desperdiciaron siete puntos de ventaja en la segunda parte para finalmente acabar cayendo en la prórroga por 26-27 y despedirse así del sueño olímpico. En el plano individual, Marta volvió a ser una suplente de lujo de Carmen Martín, y jugó los seis partidos (aunque muy pocos minutos) en los que tan solo y como aspecto negativo anotó 2 goles. 
Cuatro meses después es de nuevo convocada para el Campeonato Europeo de Balonmano Femenino de 2016, disputado en Suecia, donde defendían la plata obtenida en Hungría. Sin embargo la mala suerte se volvió a apoderar del combinado nacional. Las Guerreras fallaron en la primera fase tras caer ante Suecia y Serbia y tan solo vencer a Eslovenia (donde Marta fue importantísima al anotar 4 goles fundamentales), por lo que pasaron sin puntos al Main Round donde tenían que ganarlo todo. Y en el primer partido de la segunda fase, volvió a aparecer Francia. Y de nuevo con un final cruel, tras perder con un gol de las galas en el último segundo (22-23), por lo que se despedían matemáticamente de todo opción de medallas. En los ya dos últimos intrascendentes partidos, empataron ante Alemania y perdieron contra Holanda para acabar en un pésimo undécimo puesto. Marta jugó los 6 partidos en los que logró anotar 8 tantos; en el que supuso el último torneo de Jorge Dueñas como seleccionador, siendo reemplazado por Carlos Viver.  
Tras la llegada de Carlos Viver, Marta dejó de aparecer con la Selección durante casi tres años, en los que se perdió el Campeonato Mundial de Balonmano Femenino de 2017 en Alemania y el Campeonato Europeo de Balonmano Femenino de 2018 en Francia. 
Volvió a ser convocada en septiembre de 2019 para dos partidos de clasificación para el Campeonato Europeo de Balonmano Femenino de 2020 ante Grecia y Austria, dejando muy buenas sensaciones en ambos en su vuelta a la Selección. Esto le valió, tres años después para volver a ser convocada para un gran evento, el Campeonato Mundial de Balonmano Femenino de 2019 en Japón, en el que además será titular debido a la lesión y baja de última hora de Carmen Martín. Marta se adueñó por completo del extremo derecho, y en la primera fase, consiguieron pleno de victorias al vencer a Rumanía, Hungría, Senegal, Kazajistán (partido en el que anotó 10 goles, su cifra más alta en un partido con la selección) y  Montenegro con un gol en el último segundo, pasando con todos los puntos a la segunda fase. Ya en la Main Round, empataron ante Suecia un partido en el que ganaban de 8 tantos a falta de 20 minutos para el final; ganaron a Japón, un partido en el que se consiguió de forma matemática el principal objetivo de la selección, el preolímpico; y perdieron ante Rusia, lo que les dejaba a expensas de lo que hiciera Montenegro ante Suecia. Finalmente Montenegro ganó, y las Guerreras lograron un histórico y merecido pase a las semifinales y a la lucha por las medallas. En la semifinal, rompieron todos los pronósticos venciendo con contundencia a la siempre favorita Noruega por 28-22, ayudando Marta al pase a la final con sus 4 goles. En la histórica final, se enfrentaron ante Holanda, final que se perdió 29-28 con un gol de las neerlandesas con el tiempo contado de 7m, tras una polémica actuación arbitral de las gemelas francesas Bonaventura. Marta marcó 6 goles en la final, y en el Campeonato, sus números fueron espectaculares, jugó los 10 partidos y anotó 37 goles (3,7 de media por partido) tan solo por detrás de Alexandrina Barbosa y Nerea Pena. Además, fue la jugadora de la selección con más minutos en pista. 
En 2024, y tras los Juegos Olímpicos de París 2024, en el que la selección española tuvo un torneo con unas prestaciones muy bajas dijo adiós a su etapa con el equipo nacional.

### Participaciones en Juegos Olímpicos
| Olimpiada                        | Sede        | Resultado       | Partidos | Goles |
| -------------------------------- | ----------- | --------------- | -------- | ----- |
| Juegos Olímpicos de Londres 2012 | Reino Unido | Bronce          | 4        | 0     |
| Juegos Olímpicos de Río 2016     | Brasil      | Sexto puesto    | 6        | 2     |
| Juegos Olímpicos de París 2024   | Londres     | Fase dee grupos | 5        | 16    |

### Participaciones en Copas del Mundo
| Mundial                                          | Sede                        | Resultado           | Partidos | Goles |
| ------------------------------------------------ | --------------------------- | ------------------- | -------- | ----- |
| Campeonato Mundial Femenino de Balonmano de 2009 | China                       | Cuarto puesto       | 4        | 4     |
| Campeonato Mundial Femenino de Balonmano de 2013 | Serbia                      | Décimo puesto       | 6        | 19    |
| Campeonato Mundial de Balonmano Femenino de 2015 | Dinamarca                   | Duodécimo puesto    | 5        | 15    |
| Campeonato Mundial de Balonmano Femenino de 2019 | Japón                       | Subcampeona         | 10       | 37    |
| Campeonato Mundial de Balonmano Femenino de 2023 | Dinamarca, Noruega y Suecia | Decimotercer puesto | 2        | 3     |

### Participaciones en Campeonatos de Europa
| Europeo                                          | Sede              | Resultado       | Partidos | Goles |
| ------------------------------------------------ | ----------------- | --------------- | -------- | ----- |
| Campeonato Europeo de Balonmano Femenino de 2014 | Hungría y Croacia | Subcampeona     | 8        | 5     |
| Campeonato Europeo de Balonmano Femenino de 2016 | Suecia            | Undécimo puesto | 6        | 8     |
| Campeonato Europeo de Balonmano Femenino de 2020 | Dinamarca         | Noveno puesto   | 6        | 5     |

## Palmarés

### Clubes
- 1 x Campeona de la Liga francesa femenina (2015, CJF Fleury).
- 2 x Campeona de la Liga rumana de balonmano (2019, SCM Râmnicu Vâlcea y 2022, Rapid Bucarest).
- 1 x Campeona de la Copa de la Liga femenina (2015, CJF Fleury).
- 1 x Campeona de la Copa de Francia (2014, CJF Fleury).
- 1 x Campeona de la Copa rumana (2020, SCM Râmnicu Vâlcea).
- 2 x Campeona de la Supercopa rumana (2018 y 2020, SCM Râmnicu Vâlcea).
- Subcampeona de la Recopa de Europa femenina en 2015 con el CJF Fleury.
- Subcampeona de la Copa de la Liga de Francia femenina en 2014 con el CJF Fleury.
- Subcampeona de la Liga francesa femenina en 2013 con el CJF Fleury.
- Subcampeona de la Copa rumana en 2018 y 2019 con el SCM Râmnicu Vâlcea.

### Selección española
- Medalla de bronce en los Juegos Olímpicos de Londres 2012.
- Medalla de plata en el Europeo Hungría 2014.
- Medalla de plata en el Mundial Japón 2019.

### Personal
- Mejor extremo derecho de la Liga francesa femenina en 2013 y 2014 con el CJF Fleury.
- MVP de la Copa rumana en 2020 con el SCM Râmnicu Vâlcea
- Premio Frigiliana a la Trayectoria Deportiva (Periodistas Deportivos de Málaga, 2024)[19]
- Premios Málaga de los Deportes Ciudad Redonda 2024[20]